# Brigitte Mühlenbruch
Brigitte Mühlenbruch (*  1936 in Bremen) ist eine deutsche Pharmazeutin und Ehrenpräsidentin der European Platform of Women Scientists EPWS in Brüssel.

## Leben
Mühlenbruch studierte von 1957 bis 1961 Pharmazie an der Universität Würzburg und promovierte 1969 im Fach Pharmazeutische Chemie an der Universität Bonn. Anschließend war sie bis 1988 akademische Direktorin am Pharmazeutischen Institut der Universität Bonn. Dort war sie bis 2000 als zentrale Gleichstellungsbeauftragte tätig und gleichzeitig sieben Jahre lang Sprecherin der Bundeskonferenz der Frauen- und Gleichstellungsbeauftragten an Hochschulen in Deutschland. Sie gründete 2000 mit Unterstützung des Bundesforschungsministeriums an der Universität Bonn das Kompetenzzentrum Frauen in Wissenschaft und Forschung (Center of Excellence Women and Science, kurz CEWS), das heute zur Leibniz-Gemeinschaft gehört. Sie leitete auch nach ihrem Ruhestand 2001 das Kompetenzzentrum bis 2005. Im Auftrag und mit Mitteln der Europäischen Kommission gründete und baute sie die European Platform of Women Scientists EPWS in Brüssel auf, die sie bis 2009 als Vizepräsidentin und bis 2017 als Präsidentin leitete. Seitdem ist sie Ehrenpräsidentin. Mühlenbruch ist Mitglied zahlreicher Kommissionen und Experten-Gruppen, wie z. B. des European Network of Women in Decision-Making in Politics and the Economy der Europäischen Kommission.

## Auszeichnung
- 1996: Bundesverdienstkreuz am Bande
- 2014: Bundesverdienstkreuz 1. Klasse

## Publikationen (Auswahl)
- Annette Kuhn (Herausgeber), Valentine Rothe (Herausgeber), Brigitte Mühlenbruch (Herausgeber): Hundert (100) Jahre Frauenstudium. Frauen der Rheinischen Friedrich-Wilhelms-Universität Bonn, Edition Ebersbach (Mai 2002), ISBN 978-3-931782-11-5
- Pharmazeutisch-analytisches Praktikum für Pharmazeutisch-technische Assistenten. Deutscher Apotheker Verlag, 4. Auflage, 1997, ISBN 978-3-7692-1657-8
- Pharmazeutisch-analytisches Praktikum. Deutscher Apotheker Verlag, 1983, ISBN 978-3-7692-0251-9